# Interstate 20
Die Interstate 20 (kurz I-20) ist ein US-amerikanischer Interstate Highway, der auf 2470 Kilometern parallel zur Golfküste von Kent nach Florence durch die amerikanischen Südstaaten führt. Als Interstate mit gerader zweistelliger Zahl ist er Teil der großen Ost-West Hauptstrecken und bildet die nördliche Nebenstrecke der Interstate 10, von der er abzweigt.
In seinem Verlauf werden folgende Staaten durchquert: Alabama, Georgia, Louisiana, Mississippi, Texas und South Carolina. Mit Abstand das längste Teilstück liegt in Texas, mit 1020 Kilometern. Die wichtigsten Städte, die der I-20 erschließt sind Dallas/Fort Worth in Texas, Shreveport als größte Stadt im Norden Louisianas, sowie Jackson, Birmingham, Atlanta und Columbia, die jeweils die Hauptstadt ihrer Bundesstaaten sind.

## Längen
| Meilen | km   | Staat          |  |
|        |      |                |  |
| 634    | 1020 | Texas          |  |
| 189    | 304  | Louisiana      |  |
| 154    | 248  | Mississippi    |  |
| 215    | 346  | Alabama        |  |
| 201    | 324  | Georgia        |  |
| 141    | 227  | South Carolina |  |
|        |      |                |  |
| 1535   | 2470 | Total          |  |

## Verlauf

### Texas
Die Interstate 20 beginnt östlich von Kent an der Interstate 10. Im Süden von Pecos trifft sie auf den U.S. Highway 285 sowie bei Odessa auf den U.S. Highway 385. Im Norden der Stadt Big Spring kreuzt die I-20 den U.S. Highway 87. Zwischen Sweetwater und Abilene nutzt der U.S. Highway 84 die Trasse der Interstate 20. In Abilene trifft sie weiterhin auf die U.S. Highways 83 und 277. Bei Baird kreuzt die I-20 den U.S. Highway 283 sowie bei Cisco den U.S. Highway 183.
Im Osten von Texas passiert die Interstate 20 den Großraum von Fort Worth und Dallas, den sogenannten Dallas-Fort-Worth-Metroplex. In diesem Großraum bildet sie nach der Abzweigung der Interstate 30 einen Teil des südlichen Rings und trifft dabei auf die Interstates 820, 35 (als I-35W und I-35E), 45 und 635 sowie auf die U.S. Highways 287, 67, 77 und 175.
Ab der Stadt Terrell verläuft der U.S. Highway 80 parallel zur I-20. Auf diesem Abschnitt wird sie nördlich von Tyler vom U.S. Highway 271 sowie südlich von Marshall vom U.S. Highway 59 gekreuzt. Westlich von Waskom, der letzten Stadt in Texas, nutzt der US 80 für etwa fünf Kilometer die Trasse der Interstate 20.

### Louisiana
Mit Greenwood passiert die Interstate den ersten Ort in Louisiana und trifft im östlich der Gemeinde auf den U.S. Highway 79. Kurz darauf verläuft die I-20 durch den Großraum von Shreveport. Am Shreveport Regional Airport passiert die Straße die Interstate 220 sowie die Louisiana State Route 3132, die gemeinsam einen Autobahnring um die Stadt bilden. Im Zentrum von Shreveport trifft sie auf die Interstate 49 sowie auf die U.S. Highways 171 und 71.
Nachdem die Interstate 20 die Stadtgrenzen von Shreveport verlassen hat, verläuft sie weiter in östlicher Richtung. Im Norden von Ruston wird sie von den U.S. Highways 63 und 167, in Monroe vom U.S. Highway 165 sowie bei Rayville vom U.S. Highway 425 gekreuzt. Mit der Überquerung des Mississippi Rivers erreicht die Straße den gleichnamigen Nachbarbundesstaat.

### Mississippi
In der ersten Stadt in Mississippi, in Vicksburg, trifft die Interstate 20 auf den U.S. Highway 61. Im Anschluss verläuft die Straße über 55 Kilometer durch größtenteils ländliche Gebiete, bevor sie den Großraum von Jackson, der Hauptstadt Mississippis, erreicht. Im Osten der Stadt zweigt die Interstate 220 ab und im Süden nutzt die Interstate 55 für etwa drei Kilometer die gleiche Trasse. Des Weiteren trifft die I-20 auf die U.S. Highways 49 und 51.

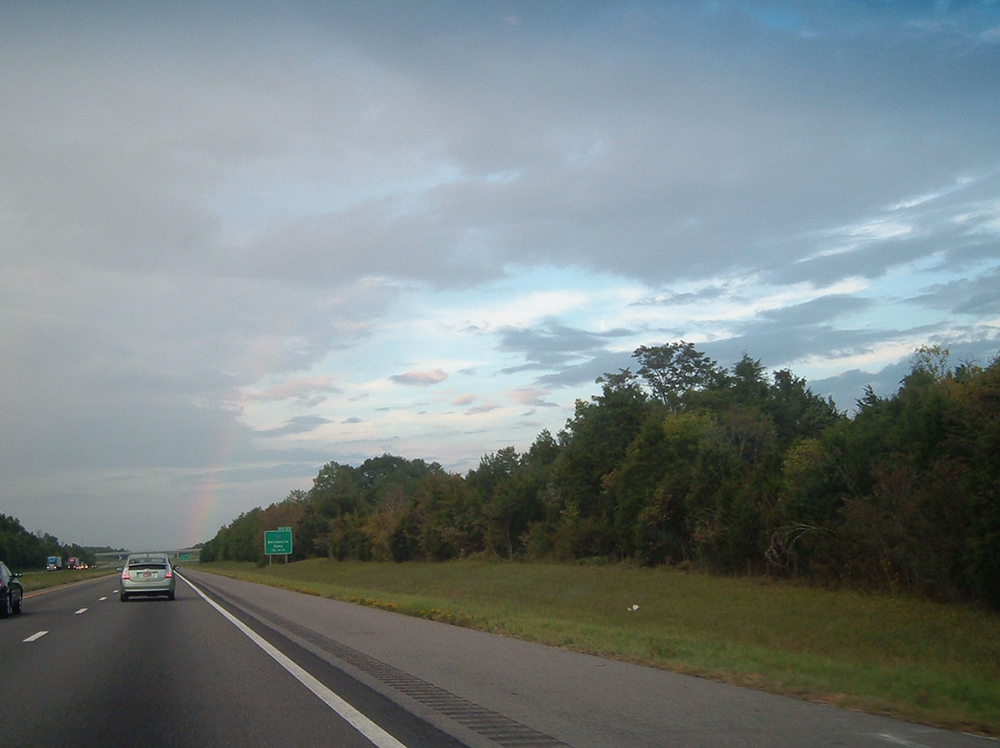
Interstates 20 und 59 in Mississippi

Zwischen Jackson und Meridian durchquert die Interstate parallel zum U.S. Highway 80 den Bienville National Forest. Ab Meridian nutzt die Interstate 59 die Trasse der I-20. Außerdem wird sie von den U.S. Highways 11 und 45 gekreuzt. Nach 248 Kilometern erreicht die Interstate 20 die Grenze zu Alabama.

### Alabama
In Alabama verläuft die Interstate zunächst in nordöstlicher Richtung und trifft bei Knoxville auf den U.S. Highway 43. Im Süden der Stadt Tuscaloosa zweigt die Interstate 359 ab und die I-20 wird vom U.S. Highway 82 gekreuzt. Die I-20 führt in nordöstlicher Richtung parallel zum US 11 und erreicht nach etwa 40 Kilometern die Vororte von Birmingham. Bei McCalla zweigt die Interstate 459 ab, die eine südliche Umgehungsstrecke um den Großraum von Birmingham bildet. Im Zentrum der Stadt trifft die Straße auf die Interstate 65 sowie auf die U.S. Highways 31, 78 und 280. Südlich des Birmingham-Shuttlesworth International Airport trennt sich die Interstate 20 wieder von der Interstate 59 und verläuft anschließend in Richtung Osten.
Östlich von Leeds wird die I-20 vom U.S. Highway 411 und bei Pell City vom U.S. Highway 231 gekreuzt. Südlich von Riverside überquert die Interstate den Logan Martin Lake. Des Weiteren führt sie westlich von Heflin durch den Cheaha State Park.

### Georgia
Die Interstate 20 erreicht mit Tallapoosa die erste Ortschaft in Georgia. Sie verläuft weiterhin in östlicher Richtung parallel zum US 78. Ab dem Kreuz mit der Interstate 285 führt die I-20 durch den Großraum von Atlanta, der Hauptstadt Georgias, und trifft im Zentrum der Stadt auf die Interstates 75 und 85 sowie auf die U.S. Highways 19, 23, 29 und 41. Im Osten des Großraums kreuzt sie erneut die I-285 und führt weiterhin in östlicher Richtung.
Zwischen Lithonia und Covington nutzt der U.S. Highway 278 die Trasse der Interstate 20. Im Süden von Madison wird sie von den U.S. Highways 129 und 441 überquert sowie östlich von Thomson vom US 221. Die letzte größere Stadt in Georgia an der I-20 ist Augusta. Im Westen der Stadt zweigt die Interstate 520 ab und bildet eine Umgehungsroute. Im Norden der Stadt erreicht die Interstate mit der Überquerung des Savannah Rivers den Bundesstaat South Carolina.

### South Carolina
In South Carolina passiert die Interstate 20 zunächst im Süden die Stadt North Augusta und verläuft weiter in nordöstlicher Richtung. Im Norden von North Augusta trifft sie auf den U.S. Highway 25, nördlich von Aiken auf den U.S. Highway 1 sowie südlich von Batesburg-Leesville auf den U.S. Highway 178. Zwischen den Interstates 26 und 77 führt die Straße durch den Großraum von Columbia. Innerhalb des Großraums wird sie von den U.S. Highways 21, 76, 176 und 378 sowie auf die zum Freeway ausgebaute South Carolina State Route 277.

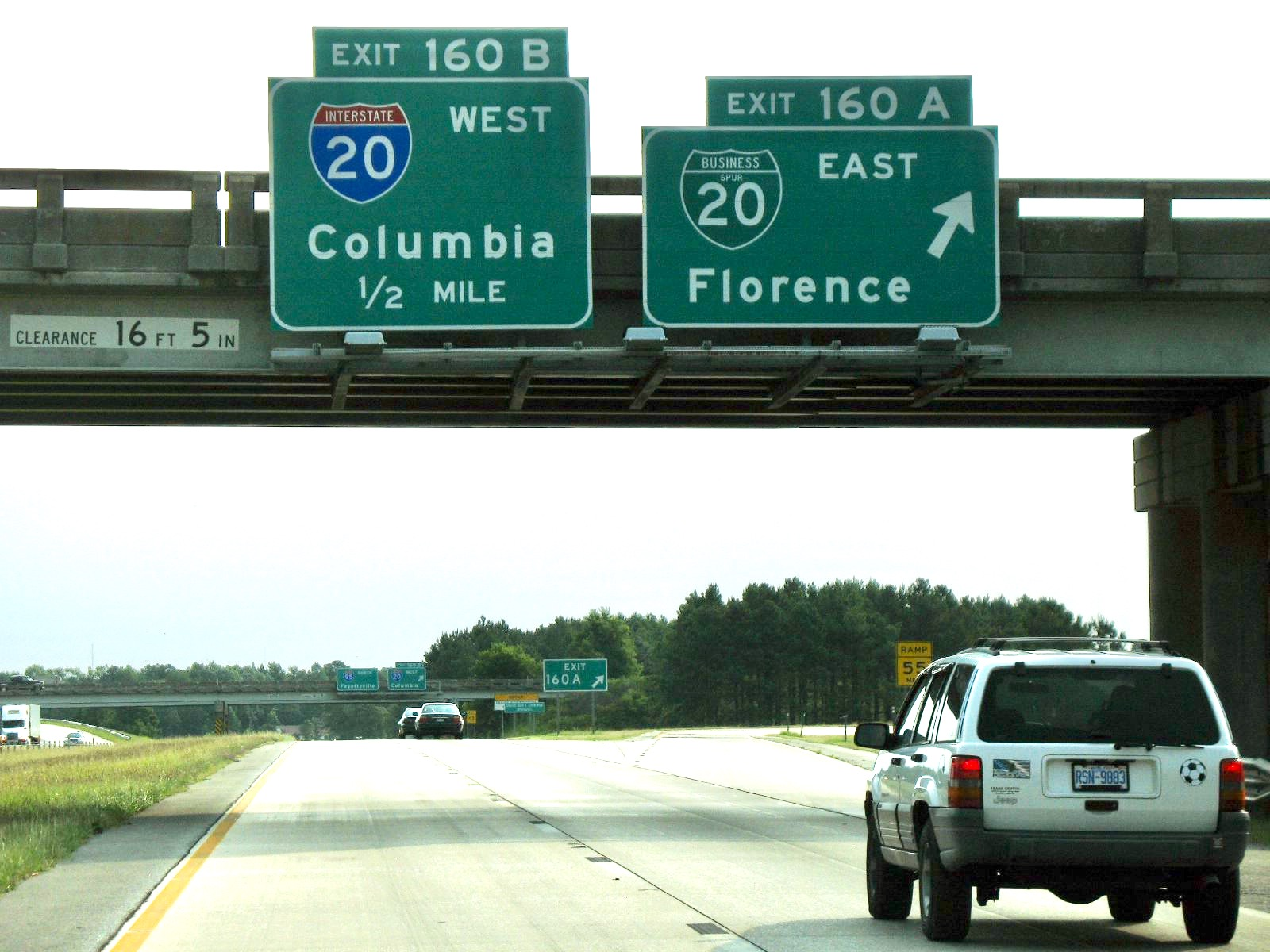
Interstate 20 bei Florence

Östlich von Columbia passiert die Interstate 20 im Süden das Fort Jackson. Südlich von Lugoff trifft sie auf den U.S. Highway 601, südlich von Camden auf den U.S. Highway 521 sowie südlich von Bishopville auf den U.S. Highway 15. Nach 2470 Kilometern endet die I-20 westlich von Florence an der Interstate 95.

## Zubringer und Umgehungen
- Interstate 220 bei Shreveport
- Interstate 220 bei Jackson
- Interstate 520 bei Augusta
- Interstate 820 bei Fort Worth